# Sithobela
Sithobela là một thị trấn ở trung nam Eswatini, cách thủ đô Mbabane 160 km về phía nam.